# Primera División de España 1950-51
La temporada 1950-51 de la Primera División de España de fútbol, correspondiente a la 20.ª edición del campeonato, comenzó el 10 de septiembre de 1950 y terminó el domingo 22 de abril de 1951. Esta temporada el campeonato se amplió a 16 participantes.
El Club Atlético de Madrid revalidó el título conquistado la temporada anterior, sumando así su cuarta liga. 

## Clubes participantes
Esta temporada supuso el debut de la categoría de la UD Lérida (actual UE Lleida), que batió el récord de goles encajados, 134, un registro negativo que sigue vigente actualmente.
| Equipo                           | Ciudad        | Estadio               |
| -------------------------------- | ------------- | --------------------- |
| Club Deportivo Alcoyano          | Alcoy         | El Collao             |
| Atlético de Bilbao               | Bilbao        | San Mamés             |
| Club Atlético de Madrid          | Madrid        | Metropolitano         |
| Club de Fútbol Barcelona         | Barcelona     | Las Corts             |
| Real Club Celta                  | Vigo          | Balaidos              |
| Real Club Deportivo de La Coruña | La Coruña     | Riazor                |
| Real Club Deportivo Español      | Barcelona     | Sarriá                |
| Unión Deportiva Lérida           | Lérida        | Campo de Los Deportes |
| Club Deportivo Málaga            | Málaga        | La Rosaleda           |
| Club Real Murcia                 | Murcia        | La Condomina          |
| Real Madrid Club de Fútbol       | Madrid        | Chamartín             |
| Real Santander                   | Santander     | El Sardinero          |
| Real Sociedad de Fútbol          | San Sebastián | Atocha                |
| Sevilla Club de Fútbol           | Sevilla       | Nervión               |
| Valencia Club de Fútbol          | Valencia      | Mestalla              |
| Real Valladolid Deportivo        | Valladolid    | Municipal             |

## Sistema de competición
El torneo estuvo organizado por la Federación Española de Fútbol.
Esta temporada participaron 16 equipos -dos más que a la temporada 1949/50-, encuadrados en un grupo único y siguiendo un sistema de liga, se enfrentaron todos contra todos en dos ocasiones -una en campo propio y otra en campo contrario- durante un total de 30 jornadas. El orden de los encuentros se decidió por sorteo antes de empezar la competición.
La clasificación se estableció a razón del siguiente sistema de puntuación: dos puntos para el equipo vencedor de un partido, un punto para cada contendiente en caso de empate y cero puntos para el perdedor de un partido. El equipo que más puntos sumó se proclamó campeón de liga.
Esta temporada se recupera el descenso directo, de modo que los dos últimos clasificados fueron relegados a la Segunda División de España para la siguiente temporada, siendo reemplazados por los dos campeones de grupo de dicha categoría. Por su parte, los clasificados en 13.ª y 14.ª posición se vieron obligados a disputar una promoción con el segundo y tercer clasificado de cada grupo de la Segunda División. Dicha promoción se jugó en un formato de liguilla, todos contra todos a doble partido, siendo los dos primeros clasificados los que obtuvieron plaza para la siguiente temporada en Primera División.

## Clasificación

### Clasificación final
| Pos. | Equipo                    | Pts. | PJ | G  | E | P  | GF | GC  | Dif. | Clasificación                                                   |
| ---- | ------------------------- | ---- | -- | -- | - | -- | -- | --- | ---- | --------------------------------------------------------------- |
| 1    | Atlético de Madrid (C)    | 40   | 30 | 17 | 6 | 7  | 87 | 50  | +37  | Doblete de Liga ,Copa Eva Duarte y Clasificado a la copa latina |
| 2    | Sevilla C. F.             | 38   | 30 | 17 | 4 | 9  | 79 | 46  | +33  |                                                                 |
| 3    | Valencia C. F.            | 37   | 30 | 17 | 3 | 10 | 64 | 48  | +16  |                                                                 |
| 4    | C. F. Barcelona (C, O)    | 35   | 30 | 16 | 3 | 11 | 83 | 61  | +22  | Campeón de Copa                                                 |
| 5    | Real Sociedad             | 35   | 30 | 15 | 5 | 10 | 77 | 56  | +21  |                                                                 |
| 6    | Real Valladolid           | 33   | 30 | 14 | 5 | 11 | 51 | 51  | 0    |                                                                 |
| 7    | Atlético de Bilbao        | 33   | 30 | 15 | 3 | 12 | 88 | 56  | +32  |                                                                 |
| 8    | R. C. Celta de Vigo       | 33   | 30 | 15 | 3 | 12 | 62 | 56  | +6   |                                                                 |
| 9    | Real Madrid C. F.         | 31   | 30 | 13 | 5 | 12 | 80 | 71  | +9   |                                                                 |
| 10   | Real Santander S. D.      | 30   | 30 | 12 | 6 | 12 | 49 | 60  | −11  |                                                                 |
| 11   | R. C. D. Español          | 30   | 30 | 13 | 4 | 13 | 82 | 72  | +10  |                                                                 |
| 12   | R. C. Deportivo La Coruña | 30   | 30 | 13 | 4 | 13 | 64 | 47  | +17  |                                                                 |
| 13   | C. D. Málaga (D)          | 29   | 30 | 12 | 5 | 13 | 55 | 52  | +3   | Acceso a Promoción de permanencia                               |
| 14   | Real Murcia (D)           | 19   | 30 | 8  | 3 | 19 | 40 | 86  | −46  | Acceso a Promoción de permanencia                               |
| 15   | C. D. Alcoyano (D)        | 14   | 30 | 6  | 2 | 22 | 36 | 92  | −56  | Descenso a Segunda División                                     |
| 16   | U. D. Lérida (D)          | 13   | 30 | 6  | 1 | 23 | 41 | 134 | −93  | Descenso a Segunda División                                     |

 Fuente: BDFutbol
Criterios de clasificación: Puntos · Diferencia de goles · Goles a favor · Play-off
|                            |
| Campeón Atlético de Madrid |

### Evolución de la clasificación
| Equipo / Jornada       | 01 | 02 | 03 | 04 | 05 | 06 | 07 | 08 | 09 | 10 | 11 | 12 | 13 | 14 | 15 | 16 | 17 | 18 | 19 | 20 | 21 | 22 | 23 | 24 | 25 | 26 | 27 | 28 | 29 | 30 |
| ---------------------- | -- | -- | -- | -- | -- | -- | -- | -- | -- | -- | -- | -- | -- | -- | -- | -- | -- | -- | -- | -- | -- | -- | -- | -- | -- | -- | -- | -- | -- | -- |
| Atlético de Madrid     | 14 | 11 | 8  | 10 | 5  | 4  | 2  | 4  | 5  | 4  | 3  | 3  | 1  | 2  | 2  | 1  | 2  | 1  | 1  | 1  | 1  | 1  | 2  | 1  | 1  | 2  | 1  | 2  | 1  | 1  |
| Sevilla FC             | 2  | 8  | 4  | 8  | 6  | 5  | 3  | 3  | 2  | 2  | 2  | 1  | 2  | 1  | 1  | 2  | 1  | 2  | 2  | 2  | 2  | 2  | 1  | 2  | 2  | 1  | 2  | 1  | 2  | 2  |
| Valencia CF            | 5  | 5  | 6  | 9  | 12 | 10 | 7  | 9  | 10 | 8  | 11 | 9  | 9  | 8  | 12 | 8  | 8  | 10 | 7  | 6  | 4  | 4  | 5  | 3  | 4  | 3  | 3  | 3  | 3  | 3  |
| CF Barcelona           | 1  | 7  | 3  | 6  | 4  | 8  | 6  | 5  | 4  | 5  | 5  | 6  | 5  | 5  | 5  | 7  | 7  | 8  | 6  | 10 | 7  | 6  | 3  | 4  | 3  | 4  | 4  | 4  | 5  | 4  |
| Real Sociedad          | 16 | 10 | 7  | 4  | 3  | 2  | 5  | 2  | 3  | 3  | 4  | 4  | 4  | 4  | 4  | 4  | 5  | 4  | 4  | 4  | 3  | 3  | 4  | 5  | 5  | 5  | 6  | 5  | 6  | 5  |
| Real Valladolid        | 7  | 3  | 2  | 2  | 1  | 1  | 1  | 1  | 1  | 1  | 1  | 2  | 3  | 3  | 3  | 3  | 3  | 3  | 3  | 3  | 5  | 7  | 6  | 6  | 6  | 6  | 9  | 10 | 7  | 6  |
| Atlético de Bilbao     | 4  | 1  | 1  | 3  | 2  | 6  | 4  | 6  | 9  | 11 | 9  | 7  | 7  | 10 | 7  | 9  | 9  | 11 | 8  | 11 | 8  | 11 | 8  | 9  | 7  | 7  | 5  | 6  | 4  | 7  |
| Celta de Vigo          | 6  | 2  | 5  | 1  | 8  | 11 | 9  | 10 | 11 | 12 | 10 | 12 | 12 | 11 | 10 | 6  | 6  | 6  | 11 | 9  | 11 | 10 | 11 | 7  | 10 | 8  | 7  | 7  | 8  | 8  |
| Real Madrid CF         | 3  | 9  | 13 | 11 | 7  | 3  | 8  | 7  | 6  | 7  | 7  | 5  | 6  | 7  | 9  | 11 | 10 | 7  | 10 | 8  | 10 | 9  | 10 | 11 | 11 | 9  | 8  | 9  | 11 | 9  |
| Real Santander         | 9  | 4  | 9  | 5  | 9  | 7  | 10 | 11 | 8  | 9  | 8  | 10 | 10 | 9  | 6  | 5  | 4  | 5  | 5  | 5  | 6  | 5  | 7  | 8  | 8  | 10 | 10 | 8  | 9  | 10 |
| Deportivo de La Coruña | 11 | 14 | 12 | 15 | 11 | 12 | 12 | 8  | 7  | 6  | 6  | 8  | 8  | 6  | 8  | 10 | 12 | 12 | 12 | 12 | 12 | 12 | 12 | 13 | 12 | 11 | 11 | 11 | 13 | 11 |
| RCD Español            | 13 | 13 | 15 | 12 | 13 | 13 | 13 | 13 | 13 | 13 | 13 | 13 | 13 | 13 | 13 | 13 | 13 | 13 | 13 | 13 | 13 | 13 | 13 | 12 | 13 | 13 | 12 | 12 | 10 | 12 |
| CD Málaga              | 12 | 6  | 11 | 7  | 10 | 9  | 11 | 12 | 12 | 10 | 12 | 11 | 11 | 12 | 11 | 12 | 11 | 9  | 9  | 7  | 9  | 8  | 9  | 10 | 9  | 12 | 13 | 13 | 12 | 13 |
| Real Murcia            | 15 | 15 | 16 | 14 | 15 | 14 | 14 | 14 | 14 | 14 | 14 | 14 | 14 | 14 | 14 | 14 | 14 | 14 | 14 | 14 | 14 | 14 | 14 | 14 | 14 | 14 | 13 | 14 | 14 | 14 |
| CD Alcoyano            | 8  | 12 | 10 | 13 | 14 | 15 | 15 | 16 | 16 | 16 | 16 | 16 | 16 | 15 | 15 | 15 | 15 | 15 | 15 | 15 | 15 | 15 | 15 | 15 | 15 | 15 | 15 | 15 | 15 | 15 |
| UD Lérida              | 10 | 16 | 14 | 16 | 16 | 16 | 16 | 15 | 15 | 15 | 15 | 15 | 15 | 16 | 16 | 16 | 16 | 16 | 16 | 16 | 16 | 16 | 16 | 16 | 16 | 16 | 16 | 16 | 16 | 16 |

### Promoción de permanencia
| Pos. | Equipo               | Pts. | PJ | G | E | P | GF | GC | Dif. | Clasificación               |
| ---- | -------------------- | ---- | -- | - | - | - | -- | -- | ---- | --------------------------- |
| 1    | U. D. Las Palmas (A) | 16   | 10 | 8 | 0 | 2 | 26 | 11 | +15  | Ascenso a Primera División  |
| 2    | Real Zaragoza (A)    | 15   | 10 | 7 | 1 | 2 | 31 | 16 | +15  | Ascenso a Primera División  |
| 3    | C. D. Málaga (D)     | 15   | 10 | 7 | 1 | 2 | 34 | 18 | +16  | Descenso a Segunda División |
| 4    | Real Murcia (D)      | 6    | 10 | 3 | 0 | 7 | 23 | 33 | −10  | Descenso a Segunda División |
| 5    | C. D. Sabadell C. F. | 5    | 10 | 2 | 1 | 7 | 14 | 25 | −11  |                             |
| 6    | U. D. Salamanca      | 3    | 10 | 1 | 1 | 8 | 8  | 33 | −25  |                             |

 Fuente: Resultados Futbol
Criterios de clasificación: Puntos · Diferencia de goles · Goles a favor · Play-off
| Local \ Visitante   | LAS | MAL | MUR | SAB | SAL | ZAR |
| ------------------- | --- | --- | --- | --- | --- | --- |
| U. D. Las Palmas    | —   | 4–1 | 6–1 | 2–0 | 2–1 | 2–0 |
| C. D. Málaga        | 2–0 | —   | 5–2 | 4–0 | 6–0 | 4–2 |
| Real Murcia C. F.   | 2–5 | 1–5 | —   | 5–2 | 6–2 | 1–4 |
| C. D. Sabadell      | 1–2 | 2–2 | 1–0 | —   | 3–0 | 2–4 |
| U. D. Salamanca     | 0–2 | 1–3 | 0–3 | 3–2 | —   | 1–1 |
| Real Zaragoza C. F. | 3–1 | 6–2 | 3–2 | 3–1 | 5–0 | —   |

## Resultados
| Local \ Visitante         | ALC | ATH | ATM | BAR | CEL | DEP | ESP | LER  | MAL | MUR | RMA | RSA | RSO | SEV | VAL | VLD |
| ------------------------- | --- | --- | --- | --- | --- | --- | --- | ---- | --- | --- | --- | --- | --- | --- | --- | --- |
| C. D. Alcoyano            | —   | 0–1 | 1–2 | 0–1 | 0–2 | 0–1 | 4–1 | 6–2  | 2–1 | 1–0 | 2–1 | 3–3 | 1–4 | 1–1 | 0–2 | 1–4 |
| Atlético de Bilbao        | 8–1 | —   | 4–0 | 4–3 | 9–4 | 1–1 | 4–2 | 10–0 | 3–1 | 5–1 | 2–5 | 3–1 | 7–1 | 3–0 | 4–1 | 1–1 |
| Atlético de Madrid        | 5–1 | 2–0 | —   | 6–4 | 3–2 | 5–2 | 1–1 | 7–1  | 3–0 | 2–2 | 4–0 | 9–1 | 2–2 | 2–1 | 3–2 | 7–0 |
| C. F. Barcelona           | 6–0 | 2–1 | 3–0 | —   | 3–1 | 2–2 | 4–1 | 6–1  | 7–2 | 2–1 | 7–2 | 2–1 | 8–2 | 4–1 | 2–1 | 3–1 |
| R. C. Celta de Vigo       | 6–2 | 4–1 | 0–2 | 2–2 | —   | 1–2 | 2–0 | 4–0  | 2–1 | 4–1 | 2–2 | 1–0 | 3–1 | 3–0 | 5–1 | 0–1 |
| R. C. Deportivo La Coruña | 4–0 | 4–0 | 3–0 | 2–0 | 4–1 | —   | 4–1 | 10–1 | 2–2 | 4–1 | 5–0 | 0–1 | 1–1 | 0–3 | 1–0 | 0–1 |
| R. C. D. Español          | 5–3 | 3–2 | 4–3 | 6–0 | 3–1 | 3–2 | —   | 8–0  | 4–2 | 7–0 | 7–1 | 2–1 | 2–1 | 2–4 | 2–2 | 3–2 |
| U. D. Lérida              | 3–1 | 0–3 | 3–4 | 0–3 | 2–3 | 1–0 | 5–4 | —    | 2–5 | 3–2 | 1–6 | 4–2 | 1–0 | 4–5 | 1–6 | 2–2 |
| C. D. Málaga              | 2–0 | 2–1 | 2–1 | 3–1 | 1–2 | 4–2 | 2–0 | 9–0  | —   | 0–0 | 3–0 | 2–0 | 4–1 | 2–0 | 0–2 | 0–0 |
| Real Murcia C. F.         | 3–1 | 3–6 | 1–3 | 3–2 | 1–2 | 2–0 | 0–0 | 3–2  | 4–0 | —   | 2–5 | 2–0 | 2–1 | 3–2 | 2–4 | 1–2 |
| Real Madrid C. F.         | 7–0 | 2–2 | 3–6 | 4–1 | 1–1 | 2–1 | 6–2 | 7–0  | 1–1 | 6–0 | —   | 0–1 | 7–2 | 3–3 | 3–2 | 2–1 |
| Real Santander            | 3–1 | 1–0 | 1–0 | 2–2 | 2–1 | 4–2 | 4–3 | 5–1  | 0–0 | 4–0 | 1–0 | —   | 1–1 | 2–2 | 0–2 | 4–1 |
| Real Sociedad             | 3–1 | 3–0 | 1–1 | 3–1 | 5–1 | 5–1 | 3–1 | 2–0  | 4–1 | 7–0 | 6–2 | 5–0 | —   | 1–0 | 3–0 | 5–2 |
| Sevilla C. F.             | 7–1 | 1–0 | 1–1 | 4–0 | 3–0 | 3–1 | 5–2 | 5–0  | 4–2 | 5–0 | 4–0 | 4–0 | 2–1 | —   | 4–0 | 4–0 |
| Valencia C. F.            | 4–1 | 3–1 | 1–0 | 4–2 | 0–1 | 0–3 | 3–2 | 4–1  | 3–1 | 2–0 | 2–1 | 3–3 | 1–1 | 4–0 | —   | 4–1 |
| Real Valladolid           | 0–1 | 4–2 | 3–3 | 1–0 | 3–1 | 2–0 | 1–1 | 2–0  | 1–0 | 4–0 | 0–1 | 4–1 | 3–2 | 4–1 | 0–1 | —   |

## Máximos goleadores
Por quinta vez en su carrera, Telmo Zarra fue el máximo goleador del torneo, estableciendo el récord de goles marcados por un futbolista de la Primera División de España en una sola temporada: 38 tantos.
| #   | Jugador         | Equipo             | Goles |
| --- | --------------- | ------------------ | ----- |
| 1.º | Telmo Zarra     | Athletic Club      | 38    |
| 2.º | César Rodríguez | FC Barcelona       | 29    |
| 3.º | Adrián Escudero | Atlético de Madrid | 20    |
|     | Pahiño          | Real Madrid        | 20    |
| 5.º | Juan Araujo     | Sevilla CF         | 18    |
|     | José Caeiro     | Real Sociedad      | 18    |
|     | Gerardo Coque   | Real Valladolid    | 18    |
|     | Javier Marcet   | RCD Español        | 18    |